# Orlando Engelaar
Orlando Engelaar (født 24. august 1979 i Rotterdam, Holland) er en hollandsk tidligere fodboldspiller, der spillede som defensiv midtbanespiller. Gennem karrieren spillede han blandt andet for FC Twente, Schalke 04 og NAC Breda samt for KRC Genk i den bedste belgiske liga.

## Landshold
Engelaar nåede at spille 14 kampe for Hollands landshold, som han debuterede for den 2. juni 2007 i en venskabskamp mod Sydkorea. Efterfølgende blev han af landstræner Marco van Basten udtaget til EM i 2008.